# Alphonse Pinard
Alphonse Pinard (Sens, 18 gennaio 1815 – Fécamp, 18 ottobre 1871) è stato un banchiere francese.

## Biografia
Alphonse Pinard nasce nel cuore della Francia da una famiglia della piccola borghesia. Il padre è professore, e i due fratelli sono uno ufficiale di fanteria e l'altro prete. Uomo estremamente determinato e ambizioso, a venticinque anni diventa "commissier-banquier" e il 30 settembre 1840 apre con un socio una società per la gestione del credito.
Il 1846 è un anno molto difficile in Francia a causa della pessima produzione di grano dei moti rivoluzionari dell'epoca, che causarono enormi problemi all'economia ed al mercato finanziario. Il ministro delle finanze dell'epoca Louis Garnier-Pagès, decise di creare prima un "comptoirs d'escompte", ma grazie alla sollecitudine di Pinard, Louis Hachette e Emile Pereire nasce, l'8 marzo 1948 il Comptoir national d'escompte de Paris (CNEP) il cui scopo è quello di facilitare i pagamenti e le transazioni commerciali e Pinard, Louis Hachette e Emile Pereire. Nel 1860 un decreto legge permette alla banca di aprire della filiali all'estero ed ecco che ne appaiono a Shanghai, Calcutta, Saigon e Yokohama.
.
Nel 1863 Pinard collabora con Louis-Raphaël Bischoffsheim et Édouard Hentsch alla creazione della  Banque de dépôt et de crédit des Pays-Bas. L'anno dopo, sempre con Bischoffsheim et Hentsch, parteciperà alla creazione della Société Générale. Alphonse Pinard fu uno dei personaggi più significativi nella storia finanziaria di Francia.
.